# كلير دينيس
كلير دينيس (بالفرنسية: Claire Denis )‏ (و. 1946 – م) هي ممثلة، ومخرجة سينمائية، وكاتبة سيناريو، وأستاذة جامعية، من فرنسا، ولدت في باريس.

## التعليم
تعلمت في المعهد العالي للدراسات السينمائية (باريس).

## وصلات خارجية
- كلير دينيس على موقع IMDb (الإنجليزية)
- كلير دينيس على موقع مونزينجر (الألمانية)
- كلير دينيس على موقع قاعدة بيانات الأفلام العربية
- كلير دينيس على موقع ألو سيني (الفرنسية)
- كلير دينيس على موقع ميوزك برينز (الإنجليزية)
- كلير دينيس على موقع أول موفي (الإنجليزية)
- كلير دينيس على موقع بوكس أوفيس موجو (الإنجليزية)
- كلير دينيس على موقع قاعدة بيانات الأفلام السويدية (السويدية)
- كلير دينيس على موقع إن إن دي بي (الإنجليزية)
- كلير دينيس على موقع ديسكوغز (الإنجليزية)